# 晴海クリニック
晴海クリニック（はるみくりにっく）は東京都中央区晴海にある民間のクリニックである。

## 診療科
- 内科（循環器内科）
- 糖尿病、代謝内科

## 歴史
- 2016年7月1日 - 晴海クリニックとしてリニューアル開院。

## 交通アクセス
- 都営地下鉄大江戸線勝どき駅A2出口より徒歩10分
- 都営大江戸線・東京メトロ有楽町線月島駅10番出口より徒歩10分
- 都営バス都03・都05・東15「晴海トリトンスクエア前」下車